# Вильяреаль, Хосе
Хосе Вильяреаль (исп. José Villarreal; род. 1956) — мексиканский шахматист, международный мастер (1980).
В составе сборной Мексики участник 5-и Олимпиад (1978—1982, 1994, 2000).